# Stolen Holiday
Stolen Holiday is een Amerikaanse dramafilm uit 1937 onder regie van Michael Curtiz. In Nederland werd de film destijds uitgebracht onder de titel Illusie.

## Verhaal
Nicole Picot werkt als model in een Parijse kledingszaak. Op een dag wordt ze door Stefan Orloff benaderd. Ze wil dat ze hem helpt om een rijke investeerder te strikken. Hun plan werkt en de twee worden rijk. Nicole begint een eigen salon, maar Stefan raakt almaar in de problemen.

## Rolverdeling
| Acteur           | Personage        |
| ---------------- | ---------------- |
| Kay Francis      | Nicole Picot     |
| Claude Rains     | Stefan Orloff    |
| Ian Hunter       | Anthony Wayne    |
| Alison Skipworth | Suzanne          |
| Alexander D'Arcy | Anatole          |
| Betty Lawford    | Helen Tuttle     |
| Walter Kingsford | Francis Chalon   |
| Charles Halton   | Le Grande        |
| Frank Reicher    | Rainer           |
| Frank Conroy     | Dupont           |
| Egon Brecher     | Bergery          |
| Robert Strange   | Prefect          |
| Kathleen Howard  | Mevrouw Delphine |
| Wedgwood Nowell  | Mijnheer Borel   |